# Границы безумия
«Границы безумия» (англ. Upon Entry, «По прибытии») — испанский драматический фильм 2022 года, рассказывающий об изнурительном и унижающем допросе, которому в аэропорту подвергается испанская пара, прилетевшая в США. Полнометражный режиссёрский дебют Алехандро Рохаса и Хуана Себастьяна Васкеса, последний из которых выступил и в роли оператора картины.

## Сюжет
Пара, состоящая из Диего и Элены, эмигрирует в США: они выезжают из Барселоны и через Мадрид направляются самолётом в Нью-Йорк, где через несколько часов должны сделать пересадку и прилететь в Майами. Им обоим за тридцать лет, Диего из Венесуэлы и несколько лет назад приехал в Испанию, где учился на урбаниста. Элена из Барселоны, она танцовщица. Формально пара не жената, но оформила гражданское партнёрство.
Однако в аэропорту Ньюарка всё идёт не по плану: на паспортном контроле пару почему-то перенаправляют на дополнительную проверку, после чего приглашают в отдельную комнату. Там их багаж досматривают и просят выключить и убрать мобильные телефоны. Диего пытается сказать о пересадочном рейсе и о том, что возле аэропорта их ждёт его брат, с которыми они договорились встретиться перед пересадкой. Однако сотрудники аэропорта неумолимы. В комнату приходит сотрудница, которая приступает к допросу пары, при этом оказывается, что женщина хорошо говорит по-испански. Она подробно расспрашивает и Диего, и Элену об их предшествующей жизни и о решении эмигрировать. Выясняется, что пара знакома три года, при этом до этого у Диего была переписка с американской женщиной из Майами, на десять лет старше него. Хотя они никогда не виделись лично, Диего обручился с американкой и собирался приехать в США по брачной визе. Параллельно с этим Диего познакомился с Эленой, и вскоре прекратил переписку с американкой. На Элену, которая не знала об этом, эти откровения производят впечатление, и сотрудница аэропорта просит коллегу отвести девушку в другую комнату и дать ей воды. Затем допрашивают только Диего, при этом к женщине присоединяется сотрудник-мужчина, и они ведут допрос вдвоём. Допрашивающие подчёркивают, что только от них зависит, разрешат ли Диего и Элене въезд в страну. В ходе допроса выясняется также, что за время знакомства Элена ни разу не была в Венесуэле, и что у Диего были планы из-за сложной политической ситуации на родине перевезти родителей из Венесуэлы в Испанию. Поскольку теперь пара покинула Испанию, очевидно, что в будущем Диего захочет перевезти родителей в США. Диего отправляют в комнату ожидания, а допрос продолжается с Эленой. Сотрудники заставляют её отвечать на самые болезненные и чувствительные вопросы, а, узнав, что Элена танцовщица, мужчина просит её станцевать что-нибудь. Почти сломленная Элена готова сделать и это, но мужчина останавливает её. Женщина напоминает, что именно Элена выиграла в визовой лотерее и в принципе ей могли бы разрешить въезд одной, без Диего, однако Элена не согласна на такой вариант. У Элены спрашивают, знала ли она о помолвке Диего с американкой несколько лет назад, и та говорит, что не знала. Тот же вопрос ранее задавали Диего, который сказал, что обо всём говорил Элене.
Телефоны и ноутбуки пары забирают, чтобы сохранить с них всю информацию. Элену отпускают к Диего в комнату ожидания. Она садится сначала поодаль от Диего, чувствуя отчуждение. Позже пару приглашают к стойке, где сотрудник ставит им в паспорта печати и отдаёт им документы, телефоны и ноутбуки со словами «Добро пожаловать в США!»

## В ролях
- Альберто Амман — Диего
- Бруна Кузи — Элена
- Лаура Гомез — сотрудница, ведущая допрос
- Бен Темпле — сотрудник, ведущий допрос

## Награды
- 2022 — Таллинский кинофестиваль «Тёмные ночи» — приз FIPRESCI[4]
- 2022 — Калькуттский международный кинофестиваль — золотой приз лучшему фильму[5]
- 2023 — Малагский кинофестиваль — серебряный приз лучшему актёру (Альберто Амман)[6]
- 2023 — Премия «Золотой трейлер» — лучший трейлер независимого фильма (с бюджетом менее 1,5 млн $)[7]
- 2023 — Премия Feroz — лучший сценарий[8]
- 2023 — Премия Gaudí — лучший оригинальный сценарий[9]

## Отзывы
Фильм получил положительные отзывы. На сайте Rotten Tomatoes у него 100 % одобрения на основе 10 критических отзывов, со средневзвешенной оценкой 8.0 из 10.
Рецензент Film.ru, поставив фильму 8 из 10 баллов, отмечает, что «Границы безумия» «продолжают исследовать бездонную тему злоупотребления властью» в духе американского триллера «Эксперимент „Повиновение“» и датского хоррора «Не говори никому». Фильм таит в себе «кошмар, который и не снился создателям самых кровавых хорроров, потому что эта история — не вымысел»: «Интонация финала ужасает — вот она, банальность зла, череда действий, не приводящая ни к чему, кроме разрушений». При этом история героев фильма «во многом основана на личном опыте» режиссёров-дебютантов, которые долгие годы работали в венесуэльском филиале HBO и переживали мучительные допросы, когда пытались переехать в США по визе талантов.
Сусанна Альперина пишет о том, что «по сути этот фильм — пьеса, рассчитанная на нескольких героев». Фильм «больно бьёт не только по отношениями отдельно взятой пары, но и по всей бюрократической системе в разных инстанциях и не только в США». Кроме того, это кино «многие пары, возможно, заставит по-новому взглянуть на отношения».